# Vlnožil užovkový
Vlnožil užovkový (Laticauda colubrina) je mořský had z čeledi korálovcovitých (Elapidae).

## Popis
V rámci rozměrů se u tohoto hada objevuje pohlavní dimorfismus: samice váží v průměru kolem 1800 g a měří 150 cm, hmotnost samců naopak činí asi jen 600 g a délka těla nepřesahuje 100 cm. Tělo je modře až šedě zbarvené, zespod žluté či krémové. Několik desítek tmavých pásků vytváří na těle kroužkovaný vzor, díky němuž může docházet mj. k záměnám s neškodnou rybou hadařem příčnopruhým. Hlavu zdobí charakteristické žluté znaky, jež hadovi vynesly anglické obecné jméno (yellow-lipped sea krait).
Podobně jako ostatní korálovcovití, i vlnožil je vybaven silným neurotoxickým jedem (LD50 subkutánně činí v případě myši 0,45 mg/kg tělesné hmotnosti).

## Výskyt
Vlnožil užovkový je rozšířen ve vodách Indo-Pacifiku, a sice od pobřeží východní Indie a Andamanských ostrovů až po ostrovy jihozápadního Tichého oceánu. Byl nalezen v širokém spektru mořských stanovišť, loví však typicky v mělkých pobřežních vodách. Navzdory svému způsobu života tráví vlnožilové značné množství času také na souši, kde se rozmnožují, kladou vejce, tráví potravu a svlékají kůži. Dovedou dokonce šplhat i na stromy.

## Potrava

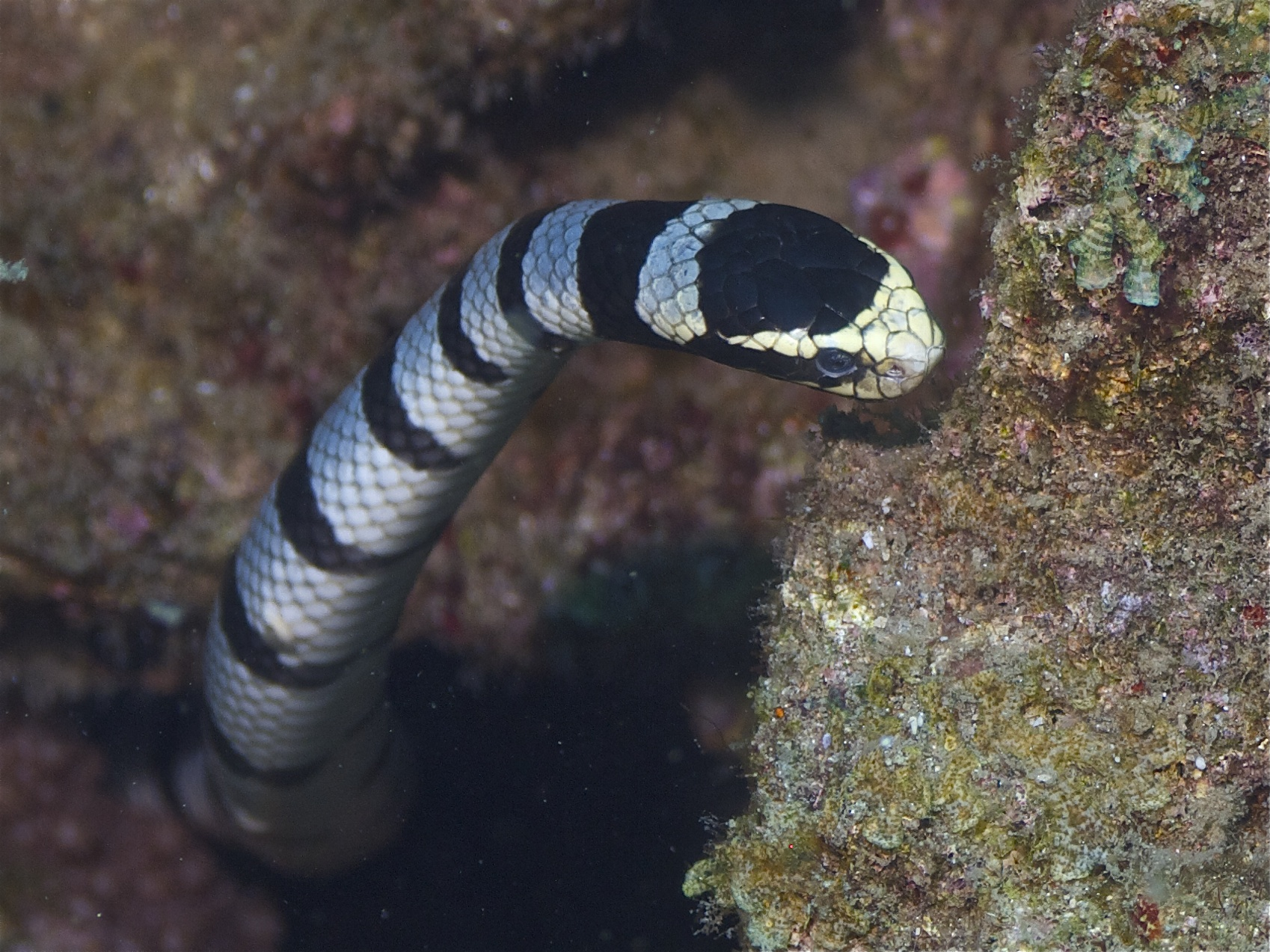
Vlnožil pátrá po potravě

Vlnožilové užovkoví patří spíše mezi potravní specialisty, loví – byť ne zcela striktně – především holobřiché ryby. tj. například murény, hadaře či úhořovce. Určitá potravní specializace se objevuje i napříč pohlavími, kdy se samice soustředí zvláště na větší druhy úhořovců, zatímco samci na menší murénovité. Tyto potravní preference mohou být spřaženy s výrazným pohlavním dimorfismem vlnožilů. Zajímavostí je, že koevoluce mezi vlnožily a jejich kořistí mohla u některých holobřichých vyústit ve zvýšení rezistence vůči hadímu jedu. Například murény rodu Gymnothorax původem z Karibiku, kde se vlnožilové nevyskytují, uhynuly po aplikaci jedu o dávce pouhých 0,1 mg/kg tělesné hmotnosti; naopak murény z Nové Guineje tolerovaly mnohonásobně vyšší dávky jedu (až 75 mg/kg).

## Ohrožení
IUCN považuje vlnožila užovkového za málo dotčený druh.